# Klapphuset

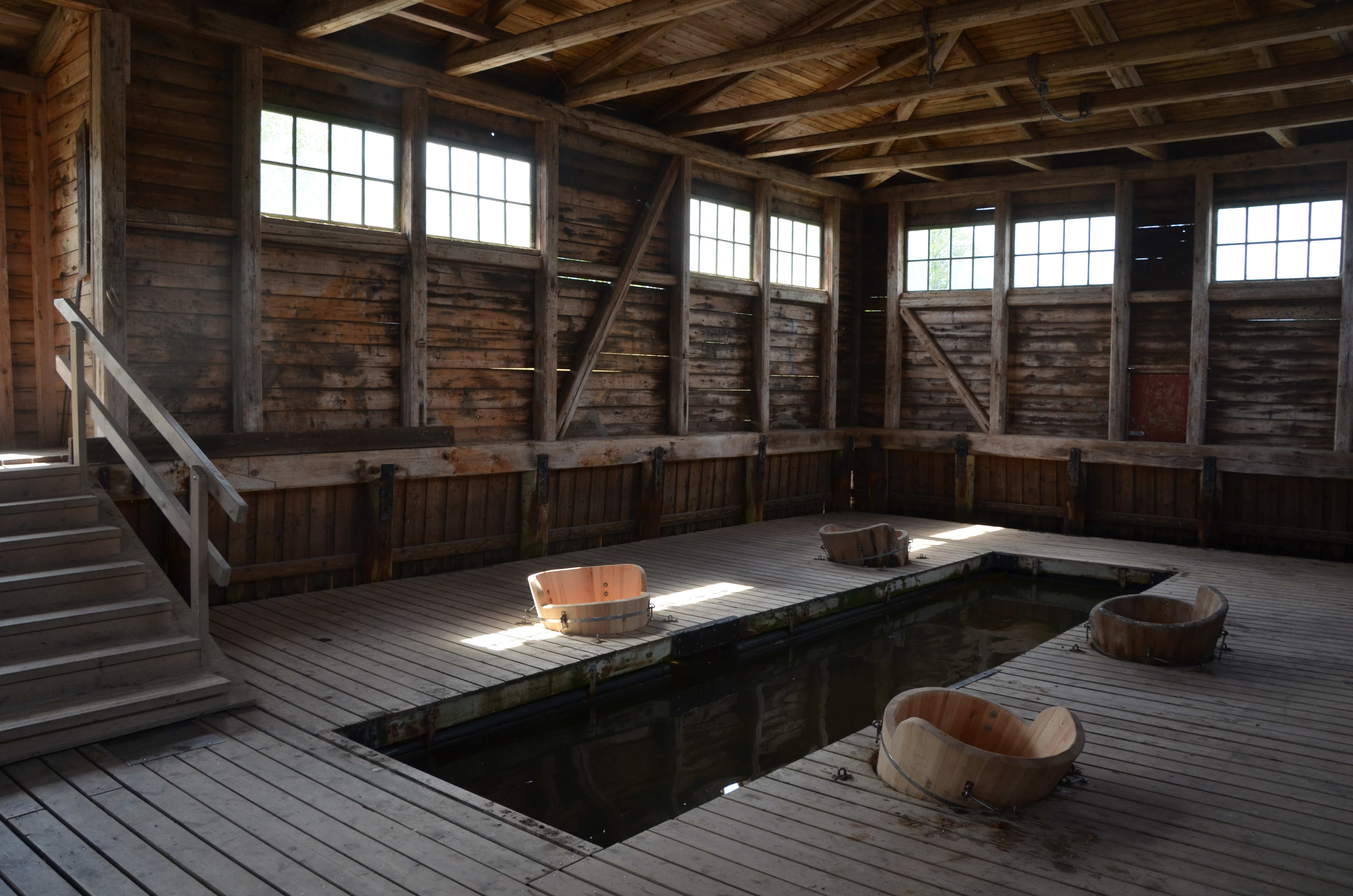
Interiör

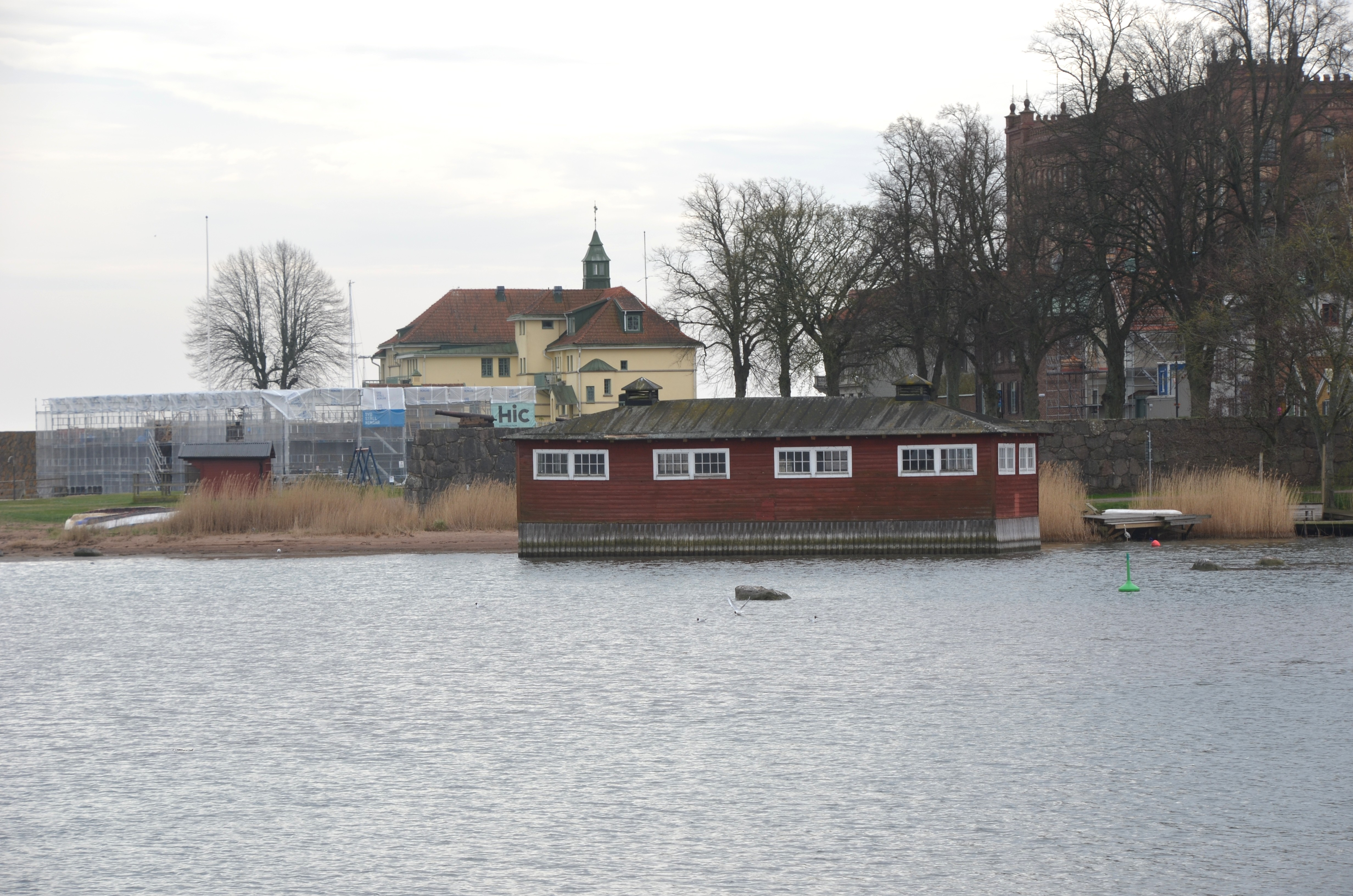
Klapphuset sett från Ängö

Klapphuset är ett offentligt klapphus för sköljning av tvätt i havet, som ligger på Kattrumpan på Kvarnholmen i Kalmar. Byggnaden ägs av Kalmar stad, och är det enda bevarade klapphuset i Skandinavien.
Kalmar stad beslöt 1857 att uppföra ett klapphus på Kvarnholmen till skydd för de som tvättade. Som mest fanns det fyra klapphus i Kalmar, varav det på Kattrumpan var det första. De övriga låg vid Slottsfjärden, vid Malmbron och på Ängö. Det ursprungliga klapphuset på Kattrumpan ersattes av ett nytt någon gång mellan 1902 och 1906.
Byggnaden är 17 meter lång, 7 meter bred och byggd på pålar i vattnet en meter över havsnivån. Det nås från land med en landgång. En flotte flyter inomhus och den har två bassänger. Den ena kantas av ett antal tunnor av trä, som är nedsänkta vattnet och är avsedda som klappningsplatser att stå i vid; i flottens mitt finns tunnor som man kan stå torrskodd i och klappa tvätten med klappträn. 
Klapphuset utarrenderades och arrendatorn tog ut en avgift av användarna. Det användes i hygglig omfattning in på 1960-talet, och fortfarande används det i viss utsträckning för tvätt av framför allt trasmattor. 
Antikvarien Gunnel Forsberg Warringer på Kalmar läns museum och konstnären Bengt Silfverstrand startade på 1970-talet aktionsgruppen Sällskapet Klapphuskåren för att rädda den då rivningshotade byggnaden.
Klapphuset blev byggnadsminne 1983.